# Apache Iceberg
Apache Iceberg is een open format voor tabellen dat helpt bij het organiseren van grote hoeveelheden gegevens.  Aparte software kan vervolgens analyses doen op deze gegevens, zoals bijvoorbeeld de software Apache Spark. Apache Iceberg wordt uitgegeven onder de Apache-licentie, en draait op meerdere platformen.